# Самый последний день (фильм)
«Са́мый после́дний день» — советский художественный фильм, драма режиссёра Михаила Ульянова по одноимённой повести Бориса Васильева. Первый и последний фильм Михаила Ульянова в качестве режиссёра, после чего он решил более не снимать фильмы из-за неудачного, по его мнению, опыта.
Ранее он выступил сорежиссёром фильма 1968 года «Братья Карамазовы», вместе с актёром Кириллом Лавровом закончив его третью серию после смерти изначального постановщика картины Ивана Пырьева.

## Сюжет
Последний рабочий день участкового оперуполномоченного милиции, бывшего фронтовика Семёна Митрофановича Ковалёва, который уходит на пенсию. Ковалёв обходит свой участок, прощается с друзьями и знакомыми и сдаёт дела новому участковому. Наступает вечер, Ковалёв возвращается на автобусе домой и замечает подозрительного гражданина, внешность которого соответствует ориентировке на опасного преступника. Чутьё не подвело бывшего милиционера, он пытается в одиночку задержать преступника, но погибает в схватке с ним.

## В ролях
- Михаил Ульянов — Семён Митрофанович Ковалёв
- Борис Чинкин — Белоконь
- Вячеслав Невинный — Степан Данилович Степешко
- Татьяна Кулиш — Алла
- Ирина Бунина — Вера Кукушкина
- Евгений Буренков — бригадир
- Николай Граббе — Кирилл Николаевич
- Виктор Зозулин — Анатолий
- Игорь Кашинцев — Гриша
- Николай Парфёнов — Петрович
- Владимир Носик — Сергей
- Алла Парфаньяк — Агнесса Павловна, вдова профессора
- Богдан Ступка — Валера
- Александра Харитонова — жена Гриши
- Александр Ширшов — Леонтий
- Эрнст Зорин — Хорольский
- Наталья Гурзо — Маша
- Владимир Плотников — приятель Валеры
- Александр Зимин — приятель Валеры
- Борис Чунаев — Миронов, милиционер
- Игорь Безяев — друг Петровича
- Георгий Шевцов — майор
- Михаил Жигалов — лейтенант милиции
- Валентина Владимирова — «Мать»
- Сергей Пономарёв — Геннадий Васильевич Бызин, кляузник
- Нина Твердынская — Лукошина
- Лев Жигалин — Кукушкин
- Галина Иванова — эпизод

## Съёмочная группа
- Режиссёр: Михаил Ульянов
- Сценаристы: Борис Васильев, Михаил Ульянов
- Оператор: Элизбар Караваев
- Композитор: Исаак Шварц
- Художник: Ипполит Новодерёжкин